# Los Morales
 (avril 2020).
Si vous disposez d'ouvrages ou d'articles de référence ou si vous connaissez des sites web de qualité traitant du thème abordé ici, merci de compléter l'article en donnant les références utiles à sa vérifiabilité et en les liant à la section « Notes et références ».
Los Morales (The Morales ou Dynasty en anglais) est une telenovela biographique colombienne basée sur la vie des chanteurs colombiens, Miguel Morales et Kaleth Morales, père et fils. Elle est produite par Luis Alberto Restrepo pour Caracol Televisión. Elle est diffusée entre le 22 mai 2017 et le 11 septembre 2017 sur Caracol Televisión.
Cette telenovela est doublée en français et diffusée en Afrique sur A+ sous le titre La Mélodie de l'amour.

## Synopsis
Los Morales est une histoire inspirée par la vie et la musique de cette dynastie qui commence avec Miguel Morales, puis son fils Kaleth Morales et enfin ses frères Los K Morales, qui à différents moments ont laissé leur marque sur la musique vallenato.
Encadrée dans la merveilleuse atmosphère de Valledupar, avec les sons de la guitare et de l'accordéon, l'intrigue reflète la voix majestueuse de Miguel, qui a dû percer les cuisines et tous les emplois temporaires qu'il a réussi à réaliser tout en grandissant dans la musique, en opposition avec Carmelo Cuello, son rival. Désormais, Les Morales, rois du quartier Primero de Mayo, conserveront un héritage particulier autour de ce genre.
Kaleth a commencé dans l'enfance, mais ses parents ne voulaient pas qu'elle prenne le chemin de la musique, mais il leur a fait comprendre que son don était de chanter et que personne ne pouvait lui enlever ses rêves. Des années plus tard, à l'âge adulte, il est devenu célèbre avec la sortie de plusieurs albums et singles musicaux importants, c'est pourquoi il a été reconnu à l'échelle nationale dans sa courte carrière, passant les relations sentimentales qu'il a obtenues tout au long de sa vie. et enfin sa mort. Quelque chose qui a détruit la famille Morales, mais qui ne leur a jamais fait perdre l'espoir de continuer à vivre et de se souvenir d'eux comme le roi de la nouvelle vague du vallenato.

## Personnages principaux
| Acteur Actrice       | Personnage |
| Julio Meza           | Miguel Morales : Le père de Kaleth est un chanteur à succès et un homme fier de la maison qu’il a construit si dur avec sa femme Nevis. Il s’est toujours battu pour donner à ses enfants tout ce qu’il n’avait pas eu. Il a grandi dans une humble maison qui lui a appris que la famille vient avant tout. Miguel avant de se consacrer à la musique, a fait tout type de travaux, qui lui a permis de subvenir aux besoins de sa grand-mère, sa sœur Evelti et son père, Pedro Miguel. Le grand amour de la vie de Miguel est Nevis, une jeune femme qui était venu construire son avenir à Valledupar. Quand il l’a rencontré, elle est devenue sa sirène et la muse de son inspiration. Ensemble, ils créent une belle famille basée sur l'amour et le respect, composée de Kaleth, Kanner et Keyner, qui héritent de leur talent pour la musique. Miguel combattra son plus grand ennemi, Carmelo Cuello, qui, plein d’envie et d’arrogance, tentera de lui enlever tout ce qu’il a construit. |
| Jerónimo Cantillo    | Kaleth Morales : Kaleth est un garçon talentueux, passionné et noble, toujours prêt à aider ceux qui en ont besoin. C’est un artiste qui se battra jusqu’à ce que ses rêves deviennent réalité. Fils de Miguel Morales, il a la musique dans le sang, mais son père a toujours voulu qu’il évolue dans la médecine. Cependant, sa passion et son talent sont plus forts et il le démontrera à toute une région qui a grandi avec ses mélodies. Dans la vie de Kaleth vient une jeune femme qui l'attire par sa beauté et sa fraîcheur, July. Celle-ci deviendra son inspiration mais aussi la raison pour laquelle la guerre entre les Morales et les Cuello s'intensifie. July est la fille de Carmelo, l’ennemi déclaré de Miguel Morales, qui empêchera la croissance de cet amour. Cependant, Kaleth indiquera clairement que ses sentiments sont purs et loyaux, même après sa mort tragique qui changera complètement la vie de sa famille.                                                    |
| Maria Laura Quintero | Nevis Troy : Nevis est la mère de Kaleth. C’est une femme rayonnante, loyal, sincère, sensible et affectueuse, qui a tout donné pour sa famille. Nevis arrive très jeune à Valledupar à la recherche de sa sœur, Monserrat, dans le but de trouver un endroit où s’intégrer. Sa beauté éveille l’attention de Miguel, mais aussi de Carmelo, et ensemble, ils essaieront de la conquérir et de gagner son cœur de différentes manières. Cependant, elle ne tombera qu’aux pieds de cet homme noble qui, avec ses lettres romantiques, saura l’attraper, Miguel. Ensemble, ils forment une belle famille de trois enfants : Kaleth, Kanner et Keyner, pour qui ils sont capables de faire face à n’importe quel obstacle, sauf la mort qui tache leur joie et laisse un grand vide lorsque la voix de leur fils aîné s’éteint. |
| Yuldor Gutierrez     | Pedro Miguel Morales : Pedro est le grand-père de Kaleth et un homme humble, charmant qui est fier de ce qu’il est. C’est Un Don Juan qui sait profiter de la vie à tout moment. Presque toute sa vie, il s’est consacré à la pêche et a ainsi trouvé son gagne-pain pour faire avancer sa famille, composée de sa mère et de ses enfants, Miguel et Evelti. Il a essayé d’impliquer son fils dans l’industrie de la pêche, comme une famille humble et travailleuse, mais le cœur de Miguel a dicté qu’il était fait pour de grandes choses grâce à sa voix. Par conséquent, malgré ceux qui s’y sont opposés, il est allé de l’avant et a réalisé son rêve. Pour les choses du destin, ce vieil homme sent qu’il a le droit de reconstruire sa vie amoureuse, et tombe sous le charme d’Anabel, la mère de Carmelo, qui lui posera de gros problèmes. |
| Vivian Ossa          | July Cuello : July est la fille aînée de Carmelo, une jeune femme magnifique, rêveuse et intelligente. C’est l’amour de la vie de Kaleth, mais la peur et l’insécurité générées par son père seront un obstacle à la réalisation de cette relation. July tombe follement amoureuse de Kaleth pour sa noblesse et sa voix impressionnante, qui en l’entendant, la transporte dans un monde parfait loin de ceux qui s’opposent à son amour. Pour elle, l’homme qu’elle aime fera face à son père. Elle cherchera le meilleur moyen pour vivre sa romance avec Keleth, qui, malheureusement, perd la vie après un tragique accident. July est abattue. |
| Édgar Vittorino      | Carmelo Cuello : Carmelo est un homme ambitieux, méchant et présomptueux. Il ne se reposera pas jusqu’à ce qu’il arrache l’amour et le succès de Miguel, afin de récupérer tout ce qu’il a perdu. Carmelo a perdu son père quand il était très jeune, donc sa mère, Anabel, était responsable de lui et devait lui donner une vie décente. En grandissant, ce jeune homme ne peut cacher les sentiments négatifs qui nourrissent son cœur ainsi que l’arrogance et l’envie, qui lui feront faire de nombreuses erreurs. Lorsqu’il trouve enfin une femme avec qui fonder une famille, Carmelo devient l’ombre de sa fille July, d’autant plus lorsqu’il apprend qu’elle est amoureuse du fils de son plus grand ennemi, Miguel Morales. Carmelo fera l’impossible pour les séparer et empêcher un Morales d’avoir un avenir avec un Cuello. Sa relation avec sa fille se complique au fil du temps au point que l’on lui reproche la mort de Kaleth.                                                 |
| Yeimy Paola Vargas   | Evelti Morales : Evelti est la sœur de Miguel. C’est une femme humble, sincère et gentille qui sort toujours avec des occurrences. Elle est connue sous le pseudonyme de ‘La Tante Universelle’ pour être aimante envers ses neveux, Kaleth, Kanner et Keynner. |

## Distribution
- Julio Meza : Miguel Morales
- Jerónimo Cantillo : Kaleth Morales Troya
- Alberto Kammerer : Kaleth Miguel Morales Troya (enfant)
- María Laura Quintero : Nevis Troya de Morales
- Vivian Ossa : July Cuello
- Shaira Peláez : July Cuello (enfant)
- Valeria Henríquez : María Del Pilar Acero
- Salomé Quintero : Tatiana Cuello
- Yeimy Paola Vargas : Evelti Morales Bechi, La Tía Universal
- Édgar Vittorino : Carmelo Cuello
- Daniel Moreno : Kanner Morales Troya
- Eudis Javid Almendrales : Kanner Morales Troya (enfant)
- Junior Polo : Keyner Morales Troya
- José David Carmona : Keyner Morales Troya (enfant)
- Leanna Morales Charry : Eva Sandrith Morales (bébé)
- Adriana Ricardo : Anabel Vda. de Cuello
- Yuldor Gutiérrez : Pedro Miguel Morales
- Obeida Benavides : Araceli Vda. de Morales †
- Marianny Egurrola : Monserrat Troya
- Marianne Schaller : Dionisia Araujo
- Jorge Martínez Fonseca : Rafael Orozco (Apparition spécial)
- John Bolívar : Nereo López
- Sunamy Rodríguez : Ninfa López (fille de Nereo López)
- Marianella Sinisterra : Marlyn
- Eibar Gutiérrez : Irgidio Valle
- Yorneis García : Pote Daza
- Ismael Barrios : Anturio Daza
- Julián Caicedo : Jairo
- Christian Better : Dario Pimiento
- Rafael Alberto Moreno : Enrique Kike Polo
- Laura Peñuela : Magnolia
- María José Martínez : María Fernanda de Cuello Mafe
- Hugo Luis Urruchurto : Augusto Cerquera Tuto
- Vanessa Gallego : Mariana
- Elianis Garrido : Shirley Del Castillo
- Alán García : Beto
- Marta Nieto : Nina Gámez
- Pillao Rodríguez : Samuel Sasá Ramirez
- Rafael Acosta : Leo Gámez
- Jairo Guerrero : William Willy Daza
- Diego León García : Harry Daza
- Nina Paola Marín : Carmiña
- Maria Daniela Sarria : Mary
- Clary Borja : Sussy Zuleta
- Juan Fuentes : Tico Zuleta
- Gustavo Angarita Jr. : Professeur Enrique Kike Burgos
- Tatiana Jáuregui : Mirta Gerglén
- Ignacio Hijuelos : Médecin
- Liliana Escobar : Fiscal
- María del Carmen Romero
- Diego Villegas
- Juan K. Ricardo : Lui-même

## Production
La série avait été proposée en 2015 pour RCN Televisión, mais cette chaîne l'a rejetée. Plus tard dans la même année, Caracol Televisión obtient l'autorisation de la famille de Kaleth Morales pour commencer la production de la série. Au début de 2016, plus de 370 acteurs ont assisté au casting. Le tournage de la série a eu lieu dans des municipalités proches de Valledupar, comme San Juan del Cesar. Il y avait aussi des emplacements à Carthagène, Barranquilla et Bogota.

## Réception
La série a été créée sans pub publicitaire occupant la deuxième place comme le programme le plus vu de la télévision colombienne. Sa première diffusion totalise en moyenne un total de 12,8 millions de téléspectateurs, même si la série ne parvient pas à surmonter le programme en compétition Yo me llamo, qui a pris la première place comme le programme de télévision colombien le plus regardé.

## Prix et récompenses
| Année | Récompense                   | Catégorie                                                     | Nomination                                      | Avéré |
| ----- | ---------------------------- | ------------------------------------------------------------- | ----------------------------------------------- | ----- |
| 2017  | TVyNovelas Awards Colombia   | Série ou novela préférée                                      | The Morales                                     | Nommé |
| 2017  | TVyNovelas Awards Colombia   | Meilleur rôle féminin préféré dans une série                  | Maria Laura Quintero                            | Gagné |
| 2017  | TVyNovelas Awards Colombia   | Meilleur rôle masculin préféré dans une série                 | Jerónimo Cantillo                               | Nommé |
| 2017  | TVyNovelas Awards Colombia   | Meilleur rôle masculin préféré dans une série                 | Julio Meza                                      | Nommé |
| 2017  | TVyNovelas Awards Colombia   | Meilleur méchant masculin préféré d'une série                 | Edgar Vittorino                                 | Nommé |
| 2017  | TVyNovelas Awards Colombia   | Meilleur thème musical préféré d'une série                    | Je vis dans les limbes                          | Nommé |
| 2017  | TVyNovelas Awards Colombia   | Scénariste ou feuilleton préféré                              | Jhonny Ortiz, Adriana Barreto et Karen Martínez | Nommé |
| 2017  | Kids 'Choice Awards Colombia | Programme préféré                                             | The Morales                                     | Nommé |
| 2017  | Kids 'Choice Awards Colombia | Acteur de télévision préféré                                  | Jerónimo Cantillo                               | Nommé |
| 2017  | Kids 'Choice Awards Colombia | Actrice de télévision préférée                                | Maria Laura Quintero                            | Nommé |
| 2017  | Kids 'Choice Awards Colombia | Méchant préféré                                               | Edgar Vittorino                                 | Nommé |
| 2018  | 34e India Catalina Awards    | Meilleur antagoniste masculin d'une série ou d'une telenovela | Edgar Vittorino                                 | Nommé |